# Multi-Club-Ownership
Multi-Club-Ownership (MCO), auch Mehrfachbesitz von Fußballvereinen genannt, beschreibt die Situation, dass ein Investor oder eine Gruppe von Investoren gleichzeitig Anteile an mehreren Fußballvereinen hält.
In den letzten Jahren hat sich MCO im Profifußball zu einem immer beliebteren Trend entwickelt. Die UEFA zählte im Jahr 2023 beispielsweise 31 neue MCO-Investitionen, davon 11 mit Minderheits- und 20 mit Mehrheitsbeteiligungen. Insgesamt sind laut UEFA aktuell mehr als 180 Vereine in Europa in Mehrfachbesitzstrukturen eingebunden. MCOs existieren auch im Frauenfußball.

## MCOs
Die Motive für MCO sind vielfältig. Investoren erhoffen sich unter anderem größere finanzielle Möglichkeiten, durch die Bündelung von Ressourcen und Know-how können MCO-Investoren Synergien schaffen und ihre Vereine finanziell stärken. Größeren sportlichen Erfolg, durch gezielte Transfers und die Nutzung von Spielern und Trainern zwischen den Vereinen erhoffen sich Investoren, die sportliche Leistungsfähigkeit ihrer Teams zu verbessern. Erweiterung des Marktzugangs, dem MCO kann Investoren Zugang zu neuen Märkten und Fanbasen verschaffen. In einigen Ländern können MCO-Strukturen genutzt werden, um Steuern zu sparen.

## Regulatorische Situation
Die Entwicklung von MCO wird von der UEFA und anderen Fußballverbänden beobachtet. Die UEFA hat bereits einige kleinere Regeln eingeführt, um die negativen Auswirkungen von MCO zu begrenzen. So dürfen beispielsweise zwei Vereine, die vom selben Investor kontrolliert werden, nicht im selben europäischen Wettbewerb antreten. Die regulatorische Situation steht großer Kritik gegenüber.
Als sich der Aufstieg von RB Leipzig in die Fußball-Bundesliga anbahnte, zog sich die Red Bull GmbH beim FC Red Bull Salzburg als Eigentümer zurück und fungiert dort seither offiziell nur noch als Sponsor. So sollte sichergestellt werden, dass Leipzig und Salzburg beide an europäischen Wettbewerben teilnehmen können. 2018 trafen beide Vereine in der UEFA Europa League erstmals direkt aufeinander.
Die FIFA schloss 2025 den Club León von der Klub-Weltmeisterschaft aus, da dieser denselben Eigentümer hat wie der ebenfalls qualifizierte CF Pachuca.